# Aurela Nerlo
Aurela Nerlo (* 11. Februar 1998 in Głogów) ist eine polnische Radrennfahrerin.

## Sportlicher Werdegang
Als Juniorin fuhr Nerlo 2015 und 2016 mit der polnischen Nationalmannschaft im Nationencup sowie bei Welt- und Europameisterschaften. Bei der EM 2016 wurde sie Achte im Straßenrennen der Juniorinnen.
Danach fuhr Nerlo zunächst für die Renngemeinschaft MAT Atom Deweloper und gewann 2017 die polnischen Bergfahrmeisterschaften vor Marta Lach. 2019 hatte sie ihr bis dahin bestes Jahr: Sie wurde Dritte der polnischen Meisterschaften im Einzelzeitfahren und zugleich U23-Meisterin, und bei der tschechischen Tour de Feminin war sie Zweite der Gesamtwertung. Mit diesen Empfehlungen erhielt sie 2020 einen ersten Profivertrag bei CCC-Liv, einem polnischen WorldTeam. Bedingt durch die Corona-Pandemie kam sie jedoch kaum zu Renneinsätzen und verlor ihren Platz, so dass sie 2021 für die Renngemeinschaft Pacific Toruń fuhr. In dieser Zeit war sie polnische Vizemeisterin im Einzelzeitfahren und Zweite des Etappenrennens Princess Anna Vasa Tour.
2022 kehrte Nerlo beim spanischen Team Massi-Tactic wieder ins Profigeschäft zurück. Sie fuhr nun erstmals eine ausgedehnte internationale Saison und konnte einige Top-10-Platzierungen verbuchen, darunter einen vierten Platz beim Giro della Toscana sowie im Jahr darauf einen fünften Platz bei Clásica de Alméria. Außerdem war sie Vierte bei den einmalig ausgetragenen Europameisterschaften im Bergfahren am Gotthardpass. 2024 wechselte sie zum französisch-chinesischen Team Winspace. Ihr bedeutendstes Resultat hatte sie mit dem zweiten Platz beim WorldTour-Rennen Omloop Het Nieuwsblad 2025, wo sie zu einer erfolgreichen Ausreißergruppe gehört hatte.
Nerlo vertrat ihr Land während ihrer Karriere beinahe jedes Jahr bei Welt- und Europameisterschaften. Im Bahnradsport nahm sie 2018 an den polnischen U23-Meisterschaften teil und gewann dort den Titel in der Mannschaftsverfolgung.

## Erfolge

### Straße
2017
 Polnische Meisterin – Bergfahren
2019
 Polnische Meisterin (U23) – Einzelzeitfahren
Nachwuchswertung Tour de Feminin

### Bahn
2018
 Polnische Meisterin (U23) – Mannschaftsverfolgung (mit Justyna Kaczkowska, Kaja Rysz und Marta Lach)